# 蔡玉真
蔡玉真（1965年－），台灣新聞工作者，廣電主持人。
2018年宣布以無黨籍人士登記參選新北市新莊區昌平里里長，結果落選，僅獲得989票。
2024年11月26日，因涉嫌造谣诽谤前中国小姐張淑娟与国民党前秘书长蒋孝严存在外遇被台北地方法院判处有期徒刑一年六个月。

## 學歷
- 雲林縣明倫國小
- 雲林縣天主教永年中學初中部
- 中山女高
- 國立臺灣大學社會系
- 北京大學MBA進修
- 國立政治大學全球經貿組EMBA進修
- 廈門大學台灣研究院區域經濟博士班進修

## 經歷
- 安泰人壽理賠科專員
- 大眾電腦採購人員
- 《自立早報》記者
- 《財訊月刊》資深編輯
- 《今周刊》主編、特約撰述
- 《民眾日報》副總編輯
- 東森廣播網《麻辣財經餐》主持人
- 運通財經台《真情股市》主持人
- 快樂聯播網《快樂晚餐》主持人
- 綠色和平廣播電台 《綠色論壇》主持人
- 《民眾日報》社長
- 民視新聞台《大家來開講》主持人
- 新眼光電視台《台灣第一》主持人
- 八大第一台《危機是轉機》主持人（2009年2月2日開播，與阮慕驊主持）
- 2018年新北市新莊區昌平里里長候選人

## 外部連結
- 蔡玉真的Facebook專頁